# Unter-Hambach
Unter-Hambach ist ein Stadtteil von Heppenheim (Bergstraße) im südhessischen Landkreis Bergstraße. Er gehört zu dessen Ortsbezirk Hambach.

## Geographische Lage
Das Dorf erstreckt sich auf rund 1500 Meter Länge im Hambacher Tal im Odenwald. Im Süden wird der Ort überragt von der Ruine Starkenburg, im Westen von der 269 Meter hohen Hubenhecke und im Osten von den teils bewaldeten, teils mit Rebflächen bestandenen Ausläufern des Lindensteins, der mit 455 Meter Höhe die höchste Erhebung in der Gemarkung Unter-Hambach darstellt. Die Bebauung geht talabwärts im Westen nahtlos in die an der Bergstraße gelegene Kernstadt Heppenheim über.

## Geschichte

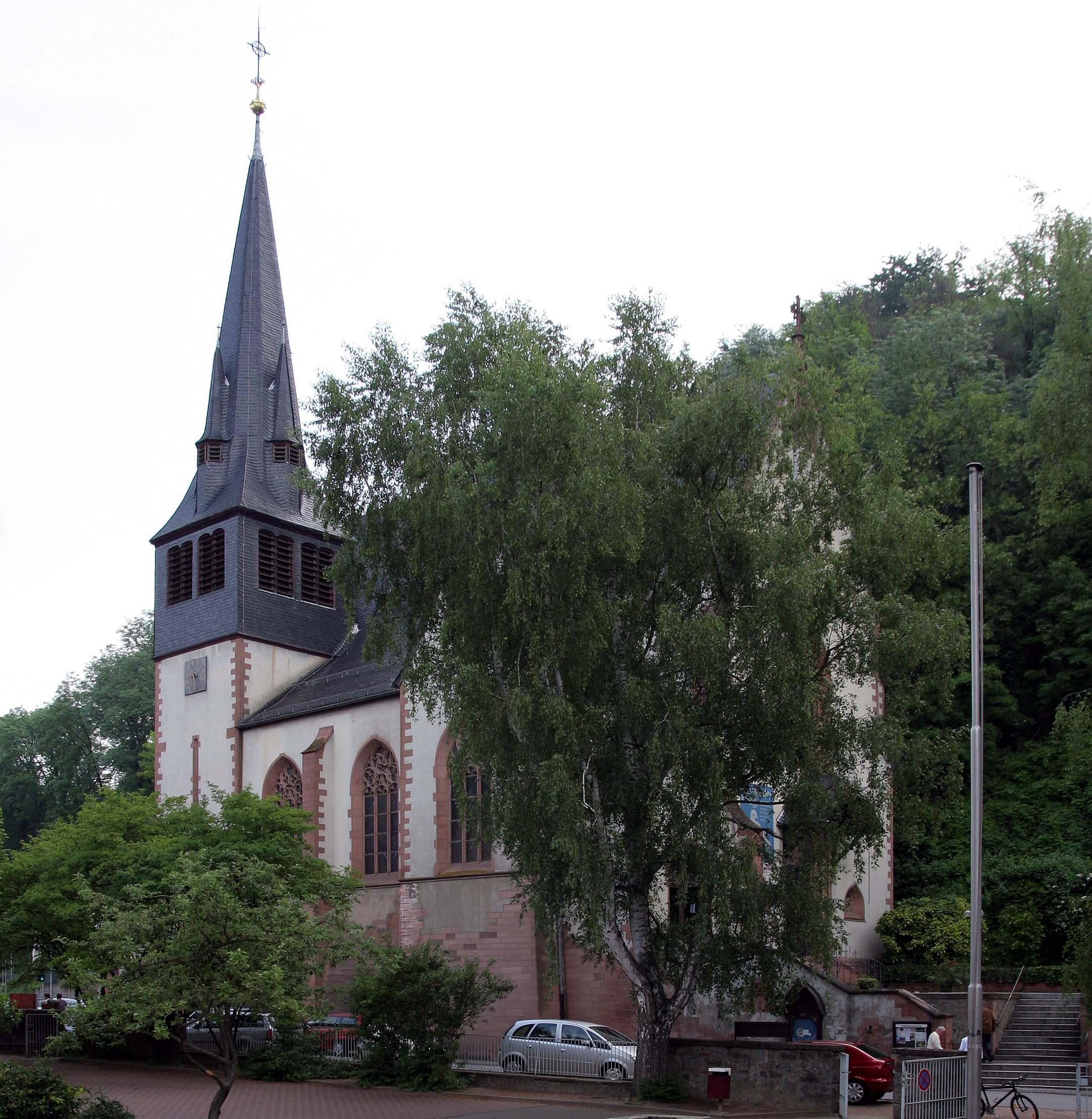
St. Michael-Kirche

Die erste erhalten gebliebene urkundliche Erwähnung als Heimbach weist in die Zeit um 1200. Niederheimbach und Oberheimbach sind für das Jahr 1487 dokumentiert. In Ortsnähe und in Richtung des zwei Kilometer entfernten Ober-Hambach standen rund ein Dutzend Wassermühlen.
Bis 1829 wurden die beiden Orte im Hambachtal hinsichtlich der Einwohnerzahlen statistisch getrennt erfasst. Im Jahr 1834 ist erstmals eine Einwohnerzahl der Gemeinde Hambach dokumentiert. Daraus kann geschlossen werden, dass Nieder-Hambach und Ober-Hambach spätestens damals verwaltungsmäßig zusammengeschlossen wurden, allerdings bis auf den heutigen Tag unter Beibehaltung eigenständiger Gemarkungen. Im Vorfeld der Gebietsreform in Hessen entschied sich die Gemeinde Hambach zu einer Eingliederung in die Stadt Heppenheim noch vor Jahresende 1971, dessen Stadtteil Unter-Hambach seitdem ist.